# 銀座ネオン・パラダイス
『銀座ネオン・パラダイス』（ぎんざネオン・パラダイス）は、スターダストレビュー2枚目のシングル。1981年11月28日に発売された。

## 収録曲
全曲編曲：スターダストレビュー　作曲：根本要
1. 銀座ネオン・パラダイス
作詞：根本要/手島昭/きないのりこ
テレビ東京『もんもんドラエティ』テーマソング
柿沼清史によると「レコード屋さんの、ロックのコーナーじゃなくてアニメのコーナーに置いてあったのはショックだったな。」との事[2]。
2. 夕暮れのスケッチ
作詞：根本要